# لئونبرگ (وورتمبرگ)
شهر لئونبرگ (به آلمانی: Leonberg) در ایالت بادن-وورتمبرگ در کشور آلمان واقع شده‌است.